# چوک (الکترونیک)

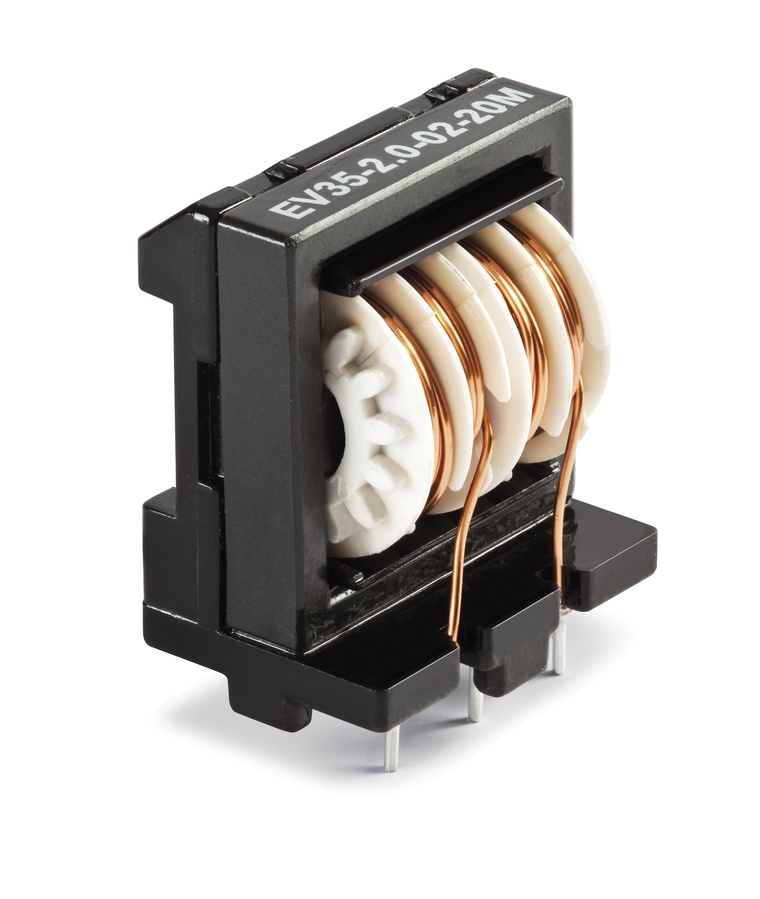
یک چوک، با دو سیم پیچ 20mH و متناسب با جریان ۲ آمپر.

در الکترونیک چوک یا خفه کن القاگری است که برای مسدود کردن فرکانسهای بالاتر جریان متناوب AC در یک مدار الکتریکی استفاده می‌شود، به گونه‌ای که فرکانس‌های پایین‌تر یا جریان مستقیم DC عبور می‌کند. یک چوک معمولاً شامل یک سیم پیچ الکتریکی است.